# Nations Cup (Vielseitigkeitsreiten)
Der Nations Cup (FEI Eventing Nations Cup™) ist eine seit dem Jahr 2012 von der Fédération Équestre Internationale (FEI) ausgetragene Turnierserie im Vielseitigkeitsreiten. Die Turnierserie besteht aus mehreren Nationenpreisen, die im Rahmen von internationalen Turnieren ausgetragen werden.

## Modus
Wertungsprüfungen sind Turniere, die als CCIO 4*-S bzw. CCIO 4*-L (Bezeichnung bis 2018: CICO 3* oder CCIO 3*) ausgeschrieben sind. Hierbei handelt es sich um internationale Vielseitigkeiten, bei denen neben einer Einzelwertung auch zeitgleich eine Mannschaftswertung erfasst wird.
Die Anzahl der teilnehmenden Mannschaften ist nicht begrenzt. Jede Mannschaft umfasst drei oder vier Reiter einer Nation, hiervon gehen die besten drei Ergebnisse in die Mannschaftswertung ein. Bei jedem Wertungsturnier werden Wertungspunkte vergeben, die am Ende der Saison eine Gesamtwertung ergeben. Mit diesem Austragungsmodus orientiert sich der Nations Cup am traditionsreichen Nations Cup der Springreiter.

### Wertungspunkte
Die Wertungspunkte bei den Turnieren der Serie werden nach einem festen Muster für die Mannschaften vergeben.
Von 2012 bis 2015 wurde folgendes System hierfür genutzt:
| Platz  | 1  | 2 | 3 | 4 | 5 | 6 | 7 | 8 | 9 |
| Punkte | 11 | 9 | 8 | 7 | 6 | 5 | 4 | 3 | 2 |

Zur Saison 2016 wurde ein neues System eingeführt, welches weitgehend dem Wertungspunktesystem der Nationenpreisserie der Springreiter entspricht:
| Platz  | 1   | 2  | 3  | 4  | 5  | 6  | 7  | 8  | 9  | 10 | 11 | 12 | 13 | 14 | 15 |
| Punkte | 100 | 90 | 80 | 70 | 60 | 55 | 50 | 45 | 40 | 35 | 30 | 25 | 20 | 20 | 20 |

Bei Punktgleichheit am Ende der Saison ist die Mannschaft vorne, die an einer höheren Anzahl von Nationenpreisturnieren teilgenommen hat. Sollte weiterhin Gleichstand bestehen, sind weitere Kriterien zur Ermittlung des Führenden vorgesehen.
Die Anzahl der Ergebnisse, die pro Mannschaft und Saison in die Gesamtwertung eingehen, ist begrenzt. In der Saison 2016 kann jede Mannschaft bei maximal sieben von neun Prüfungen Wertungspunkte sammeln.

## Wertungsprüfungen und Saisonen
Bereits vor Schaffung des Nations Cups gab es im Vielseitigkeitsreiten einzelne Nationenpreisturniere (CCIO oder CICO). Dies waren jedoch zumeist nur zwei oder drei Turniere pro Jahr weltweit, diese waren jedoch nicht als Serie organisiert. Zudem gab es weitere Turniere, die eine Nationenpreiswertung austrugen, jedoch nicht als Nationenpreisturnier ausgeschrieben waren (so zum Beispiel den CCI 3* Boekelo).
Aus den zwei vorgenannten Gruppen sowie einzelnen Turnieren, die bisher keine Nationenwertung durchführten, wurden die sechs Prüfungen für die erste Saison ausgewählt. Inzwischen sind weitere Stationen hinzugekommen, so dass der Kalender folgende Station umfasst:
- CCIO 4*-S Houghton International Horse Trials, Houghton, Norfolk, Vereinigtes Königreich
- CCIO 4*-S Strzegom Horse Trials, Strzegom, Polen
- CCIO 4*-S Le Grand Complet Haras du Pin, Haras du Pin, Le Merlerault, Frankreich (ab 2017)
- CCIO 4*-S Eventing Nations Cup Bromont, Bromont, Kanada
- CCIO 4*-S Internationaal Eventing Waregem, Waregem, Belgien (seit 2013, 2020 und 2021 pausiert)
- CCIO 4*-S Concours Complet d’Arville, Château d’Arville, Assesse, Belgien (2021)
- CCIO 4*-L Military Boekelo, Boekelo, Niederlande

Ehemals Teil der Turnierserie waren folgende Turniere:
- CICO 3* Malmö Eventing, Malmö, Schweden (nur 2014)
- CICO 3* Concours International de Complet Officiel de Fontainebleau, Fontainebleau, Frankreich (bis 2016)
- CICO 3* Ballindenisk Horse Trials, Ballindenisk House, Watergrasshill, Irland (2014 bis 2016)
- CICO 3* Tattersalls International Horse Trials, Ratoath, Irland (2017)
- CICO 3*, Theresianische Militärakademie, Wiener Neustadt, Österreich (2017)
- CICO 3* CHIO Aachen, Aachen, Deutschland (bis 2017)
- CICO 3* Great Meadow International, The Plains bei Washington D.C., Vereinigte Staaten von Amerika (2016 bis 2018)
- CICO 3*, Vidigulfo-Vairano, Italien (2016 und 2018)
- CICO 3* Millstreet International Horse Trials, Millstreet, Irland (2018)
- CCIO 4*-S, Pratoni del Vivaro, Rocca di Papa, Italien (2019)
- CCIO 4*-S Camphire International Horse Trials, Cappoquin, Irland (2019)
- CCIO 4*-S, Montelibretti, Italien (bis 2014, 2020)

| Saison | Sieger Gesamtwertung |
| ------ | -------------------- |
| 2012   | Deutschland          |
| 2013   | Großbritannien       |
| 2014   | Deutschland          |
| 2015   | Großbritannien       |
| 2016   | Deutschland          |
| 2017   | Deutschland          |
| 2018   | Großbritannien       |
| 2019   | Schweden             |
| 2020   | Niederlande          |
| 2021   |                      |